# توني مور (مغن مؤلف)
توني مور (بالإنجليزية: Tony Moore)‏ هو مغن مؤلف بريطاني، ولد في 11 أكتوبر 1958.

## وصلات خارجية
- توني مور على موقع ميوزك برينز (الإنجليزية)
- توني مور على موقع أول ميوزيك (الإنجليزية)
- توني مور على موقع ديسكوغز (الإنجليزية)